# Belgium közigazgatási egységeinek zászlói
Ez a galéria Belgium közigazgatási egységeinek a zászlóit mutatja be.

## Régiók és nyelvi közösségek

Brüsszel
Belgium német nyelvközössége
Flandria
Vallónia

## Flandria tartományai

Antwerpen
Limburg
Kelet-Flandria
Flamand-Brabant
Nyugat-Flandria

## Vallónia tartományai

Hainaut (nem hivatalos)
Liège (nem hivatalos)
Luxemburg
Namur
Brabant Wallon